# Hymenophyllum rarum
Espèce
Hymenophyllum rarum est une fougère de la famille des Hyménophyllacées.
Synonymes : Mecodium rarum (R.Br.) Copel., Hymenophyllum imbricatum Colenso, Hymenophyllum semibivalve Hook. & Grev., Trichomanes rarum (R.Br.) Poir.

## Description
Hymenophyllum rarum appartient au sous-genre Mecodium.
Cette espèce a les caractéristiques suivantes :
- son rhizome est long et filiforme aux frondes espacées ;
- les frondes, de moins d'une vingtaine de centimètres de long, comportent un limbe divisé deux fois ;
- l'ensemble de la plante est glabre ;
- Les sores, solitaires, sont portés par l'extrémité d'un segment, majoritairement à la partie terminale du limbe ;
- l'indusie, englobant complètement les sporanges, a deux lèvres.

Cette espèce compte 28 ou 29 paires de chromosomes.

## Distribution
Cette espèce, plutôt épiphyte, est présente en Tasmanie et Nouvelle-Zélande